# Lago de Sanabria
Lago de Sanabria är en sjö i provinsen Zamora, regionen Kastilien och Leon, nordvästra Spanien. Den ligger i den 223,7 km² stora naturreservatet Parque Natural del Lago de Sanabria. Den är Spaniens största glaciärsjö med en yta av 3,69 km².